# حاجی‌حسن (قره‌تاش)
حاجی‌حسن (به ترکی استانبولی: Hacıhasan) یک منطقهٔ مسکونی در ترکیه است که در قره‌تاش (شهر) واقع شده‌است.